# Wywrót (leśnictwo)

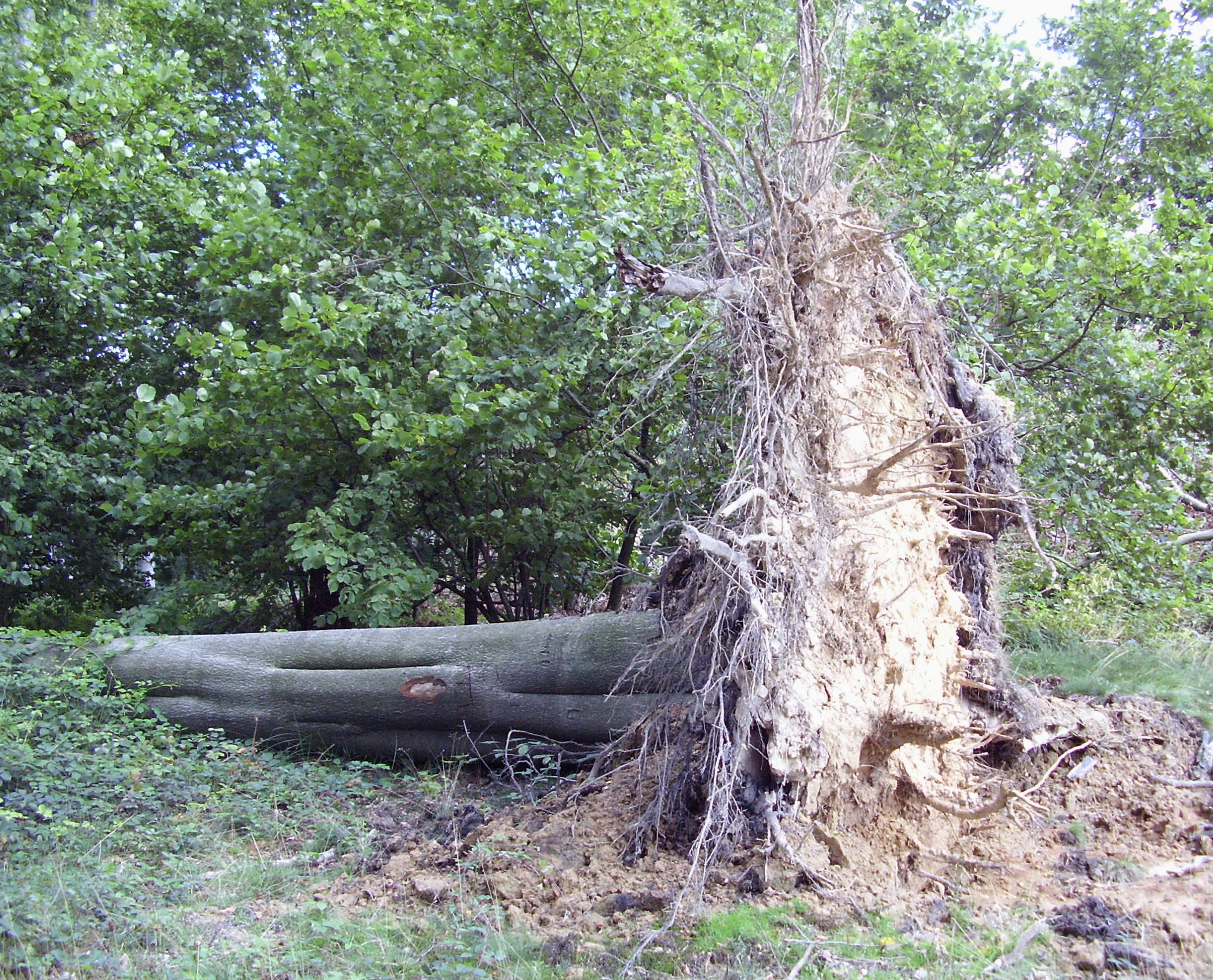
Typowy przypadek wywrotu całkowitego, pojedynczego

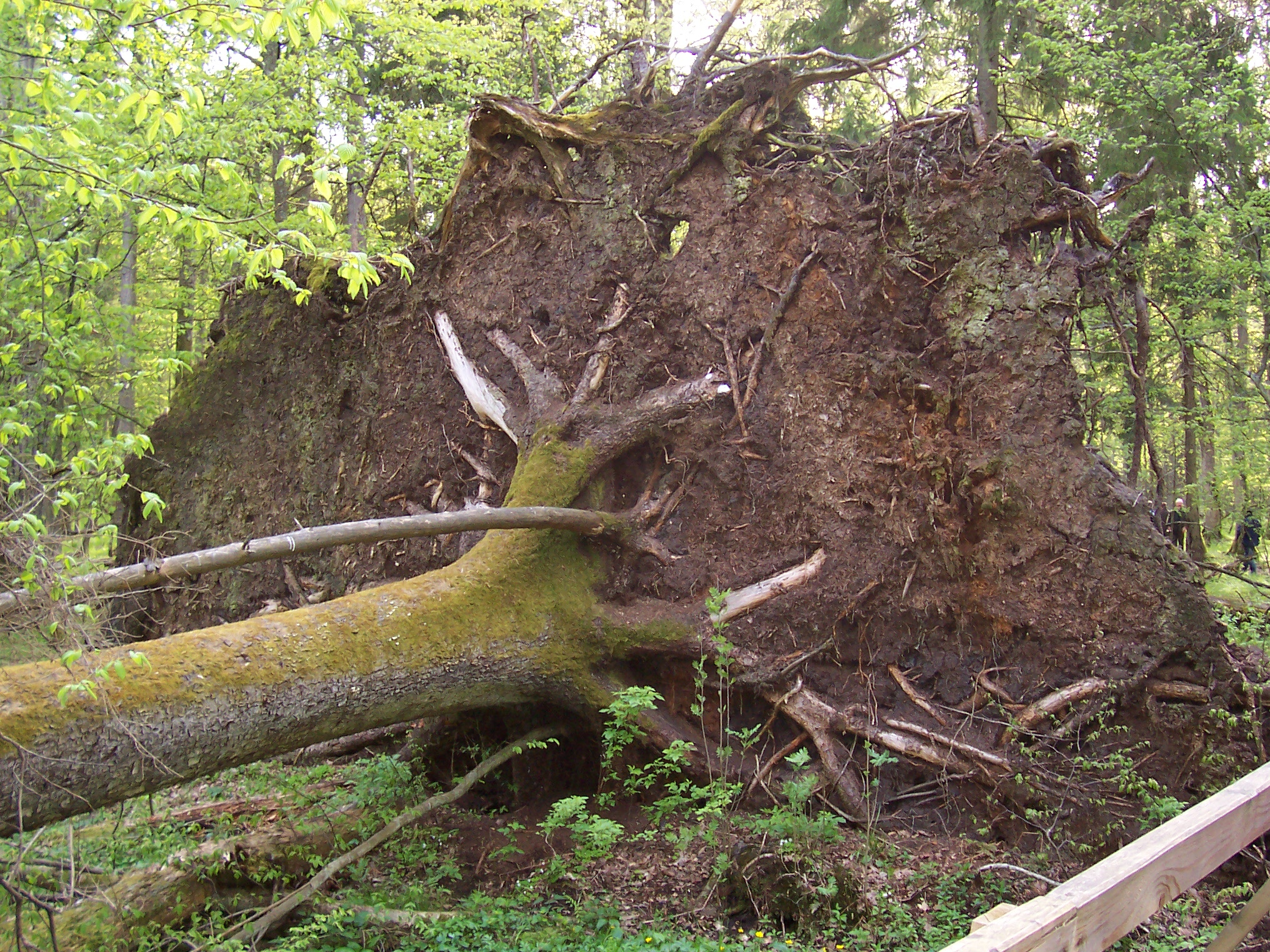
Wywrót całkowity, grupowy. W napływach korzeniowych świerka widoczny znacznie cieńszy grab.

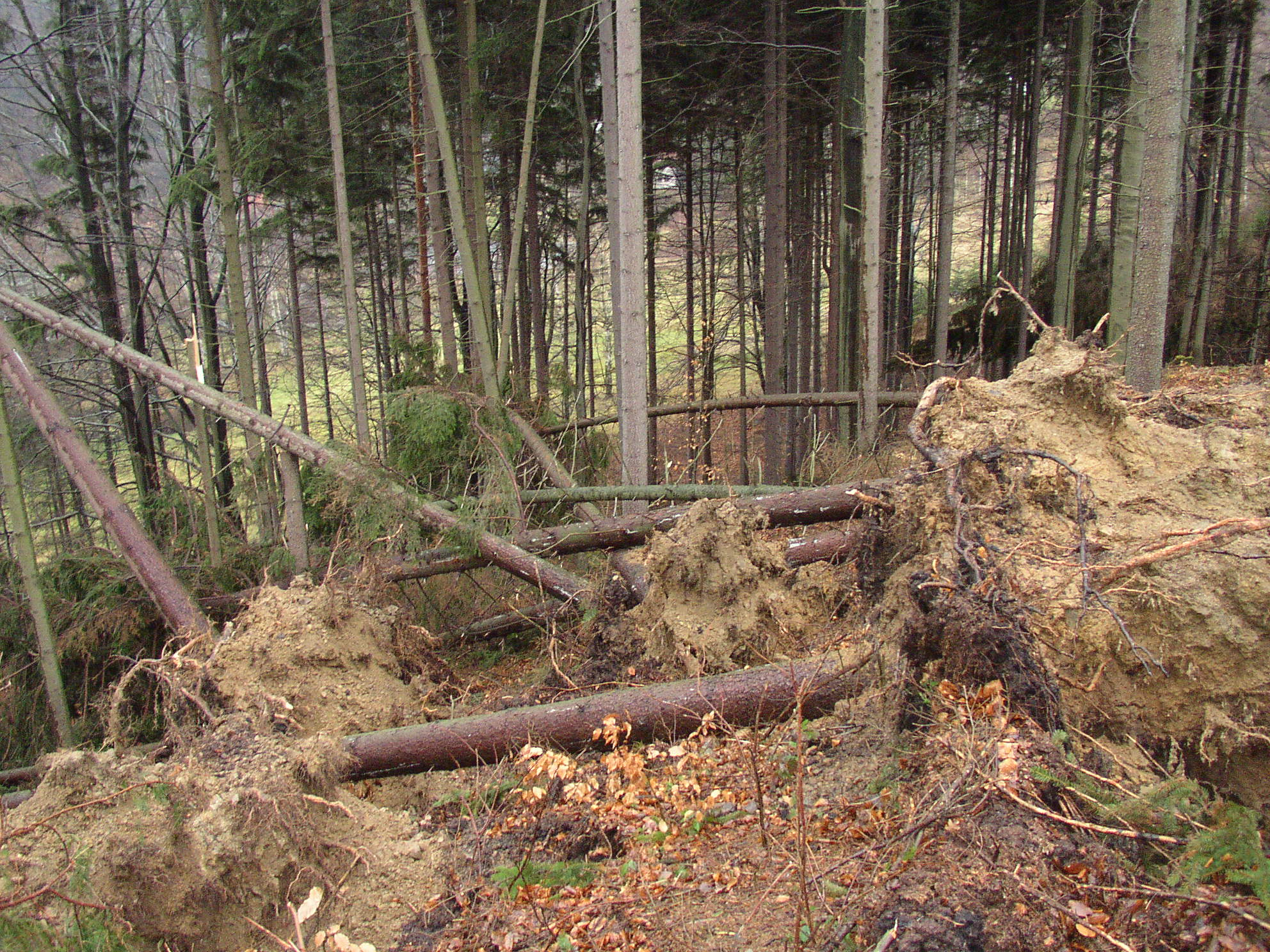
Liczne wywroty świerkowe: grupowe, widoczne wywroty podparte

Wywrót, wykrot, wiatrował – drzewo z naderwanym korzeniem, lub całkowicie wywrócone w wyniku działania wiatru, rzadziej w wyniku okiści i deszczu.

## Przyczyny powstawania
Najczęściej wywrotami są drzewa z płytkim systemem korzeniowym. Drzewa z systemem palowym częściej się łamią, powodując wiatrołomy. Przy silnie nasiąkniętej glebie i bocznym wychyleniu środka ciężkości pnia i korony drzewa może dojść do wywrotu nawet przy niewielkim wietrze. W takich warunkach przewracają się również drzewa zwykle odporne na wywracanie (np. sosna zwyczajna).

## Wykroty
Termin wykrot stosowany jest w literaturze co najmniej w dwóch znaczeniach. Może być to
- zagłębienie w ziemi wraz z wyrwaną bryłą korzeniową[1] (korzeniami[2][3]) przewróconego drzewa[2][3][4], a nawet sama jama po korzeniach[4][5][6][7] lub korzenie[4].

Często precyzuje się, że chodzi o drzewo wywrócone przez wiatr.
Są używane wyrażenia głęboki wykrot, wpaść (wskoczyć) do wykrotu, stoczyć się, schować się w wykrot, stoczył się w głęboki wykrot i czuł, że się już nie wygramoli.
Na tak rozumiany wykrot składają się:
- część wypukła – karpa (system korzeniowy przewróconego drzewa) z materiałem glebowo-zwietrzelinowym, tarcza korzeniowa, bryła korzeniowa
- część wklęsła – zagłębienie (zagłębienie powykrotowe, obniżenie, jama)

Należy tutaj zwrócić uwagę, że termin karpa może też oznaczać pniak i korzenie po ściętym drzewie.
- całe drzewo przewrócone wyrwane z korzeniami[1][2][3][9][10][11][12][13][14] (wywrot[10][13][14], wiatrował[2][10][14], wichrował[10]), czasem z powstałą jamą[1][8].

Wydział Ochrony Środowiska i Rolnictwa Urzędu Miasta Łodzi w swoich wytycznych z 2015 roku dotyczących postępowania ze zniszczonymi drzewami podaje, że może to być również drzewo znacznie pochylone (ale z naderwanym systemem korzeniowym).
XIX-wieczny pierwszy „Słownik języka polskiego” Lindego precyzuje, że wywrócone z korzeniem od wiatru, dość podobnie zresztą współczesne słowniki.
„Słownik gwar polskich” Karłowicza (T. VI z 1911 r.) podaje z kolei dodatkowo, że wykrocisko to miejsce, gdzie od burzy drzewo powalone (czasem wekrociska), wykrocić to wyłamać drzewo z korzeniem (w odniesieniu do wichru), liczba mnoga od wykrot to czasem wekroty, a w niektórych regionach wykrot to wywożone z lasu uschłe gałęzie i drzewa.
Przemieszczenie materiału glebowo-zwietrzelinowego znajdującego się w systemie korzeniowym (karpie) spowodowane jego wyrwaniem określane jest terminem saltacja wykrotowa (denudacja wykrotowa).
Po jakimś czasie karpa (z materiałem glebowo-zwietrzelinowym) w wyniku degradacji przekształca się w kopiec (kopczyk, pagórek powykrotowy, pagórek mineralno-organiczny). Powstaje w tens sposób „mikrotopografia zagłębień i kopców ziemnych” („morfologia wykrotowa”, mikrorzeźba jamowo kopczykowa). Do nazw kopiec i zagłębienie często dodaje się przymiotnik „reliktowy” (dla odróżnienia od współczesnych karp i zagłębień).

## Klasyfikacja
Wywroty dzielą się na:
- całkowite – gdy pień drzewa wraz z koroną leży na ziemi
- częściowe – gdy karpa jest wyraźnie naderwana
  - zwykłe – jeżeli pień lub korona nie opiera się o inne drzewo
  - podparty (zawieszony) – gdy pień lub korona opiera się o inne drzewo

oraz:
- pojedyncze – jeżeli wywrót dotyczy tylko jednego drzewa
- grupowe – kiedy wywrócone są również drzewa sąsiednie, a ich system korzeniowy jest silnie spleciony i tworzy wrażenie jednej wielkiej karpy